# Xinyang
Xinyang (信阳; pinyin: Xìnyáng) også kendt som Sinyang eller Hsin-yang, er en kinesisk by på præfekturniveau i provinsen Henan i det centrale Kina. Præfekturet hat et areal på 18,293 km2 , og en befolkning på 7.425.000 mennesker.
Byen er et trafikknudepunkt på toglinjen mellem Beijing og Guangzhou og et vigtigt regionalt center for den sydligste del af Henan og det nordlige Hubei. Byen har blandt andet fødevare- og tekstilindustri.

## Administrative enheder
Xinyang består af to bydistrikter og otte amter:
- Bydistriktet Shihe (浉河区), 1.783 km², 610.000 indbyggere;
- Bydistriktet Pingqiao (平桥区), 1.889 km², 770.000 indbyggere;
- Amtet Xi (息县), 1.836 km², 920.000 indbyggere
- Amtet Huaibin (淮滨县), 1.192 km², 660.000 indbyggere
- Amtet Huangchuan (潢川县), 1.638 km², 790.000 indbyggere;
- Amtet Guangshan (光山县), 1.829 km², 790.000 indbyggere;
- Amtet Gushi (固始县), 2.916 km², 1,56 millioner indbyggere;
- Amtet Shangcheng (商城县), 2.117 km², 710.000 indbyggere;
- Amtet Luoshan (罗山县), 2.065 km², 720.000 indbyggere;
- Amtet Xin (新县), 1.554 km², 340.000 indbyggere.

## Trafik

### Jernbane
Jingguangbanen, som er toglinjen mellem Beijing i nord og Guangzhou i syd, har stoppested her. Denne stærkt trafikerede jernbanelinje passerer blandt andet Shijiazhuang, Handan, Zhengzhou, Wuhan, Changsha og Shaoguan.

### Vej
Kinas rigsvej 107 fører gennem området. Den løber fra Beijing til Shenzhen (ved Hongkong, og passerer provinshovedstædene Shijiazhuang, Zhengzhou, Wuhan, Changsha og Guangzhou.
Kinas rigsvej 312 fører gennem området. Den går fra Shanghai og ender ved grænsen til Kasakhstan, og passerer blandt andet Suzhou, Nanjing, Hefei, Xinyang, Xi'an, Lanzhou, Jiayuguan og Urumqi.
32°08′N 114°03′Ø / 32.133°N 114.050°Ø